# Erwin von Rupp
Erwin Rupp, ab 1905 von Rupp, (* 7. September 1855 in Reutlingen; † 13. August 1916 in Stuttgart) war ein deutscher Jurist.

## Leben
Der evangelische Sohn eines Kaufmanns studierte an der Eberhard Karls Universität Tübingen von 1873 bis 1878 Rechtswissenschaften. Seit 1873 war er Mitglied der Verbindung Normannia Tübingen.
Er war von 1883 bis 1885 als Ministerialsekretär im württembergischen Justizministerium tätig. Ab 1887 war in Ravensburg tätig, zunächst als Staatsanwalt, dann als Landrichter (1893) und später als Landgerichtsrat. 1899 wurde er Oberlandesgerichtsrat am Oberlandesgericht Stuttgart.
Von 1907 bis 1915 war er württembergischer Generalstaatsanwalt und von 1915 bis 1916 Ministerialdirektor im württembergischen Justizministerium und damit höchster Beamter und Vertreter des Ministers Friedrich von Schmidlin.
Er war Mitglied der nationalliberalen DP und kandidierte für diese bei der Reichstagswahl 1893 erfolglos für den 6. württembergischen Wahlkreis.
Er war Vorsitzender der Abteilung Stuttgart der Deutschen Kolonialgesellschaft.
Seine Kinder waren die Schriftstellerin Elisabeth Gerdts-Rupp und der Richter des Bundesverfassungsgerichts Hans Georg Rupp.

## Ehrungen
- Friedrichsorden
- 1905: Ehrenkreuz des Ordens der Württembergischen Krone, welches mit dem persönlichen Adelstitel (Nobilitierung) verbunden war[2].